# Folyatás

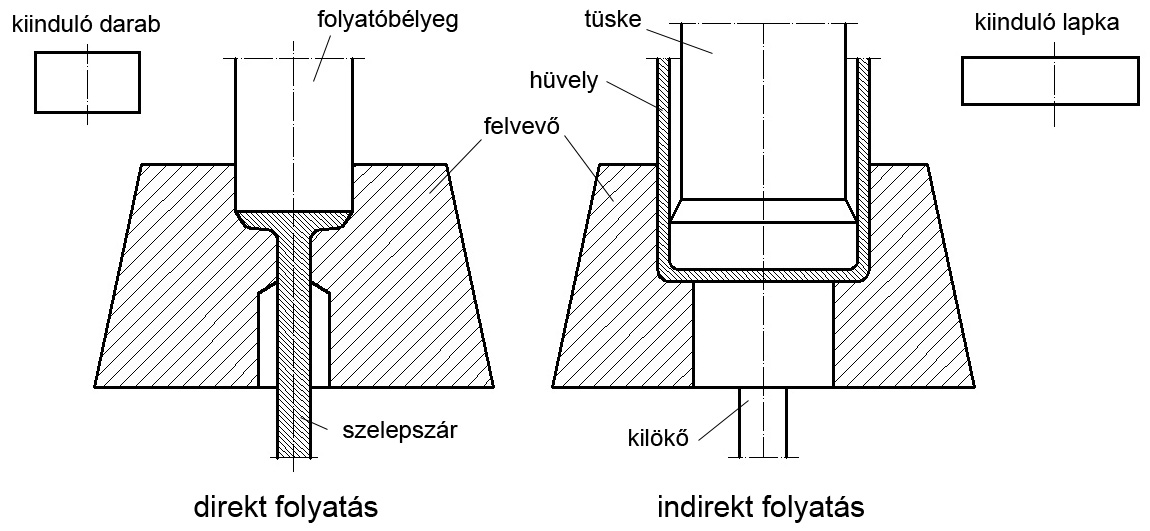
A folyatás módszerei

A folyatás (fröccssajtolás) tulajdonképpen a fémek süllyesztékes kovácsolása speciális változatának tekinthető. Erősen változó keresztmetszetű, vagy nagy keresztmetszet-változtatást igénylő tömör vagy üreges darabok előállítására használják (például belső égésű motorok szelepei, szárazelemek fémhüvelyei stb.). A folyatást a darab meleg és hideg állapotában is végzik. Kiinduló anyaga általában lemeztárcsa, rúd vagy cső. A folyatás alakító gépe általában forgattyús, excenteres vagy dörzssajtó, esetleg hidraulikus sajtó. Termelékeny eljárás, percenként akár 140 darabot is előállíthat egyetlen gép.

## A folyatás módszere
Folyatáskor a kiinduló darabot recipiensbe (felvevőbe) helyezik, a darabra folyatóbélyeggel nagy sebességgel nyomást gyakorolnak, s a recipiens kitöltése után az anyag a felvevő nyílásán, vagy a felvevő és a bélyeg közötti résen áramlik („folyik”) ki. A szerszám kialakításától függően az alakváltozott darab az erőhatás irányában vagy vele ellentétes irányban mozdul el. Ennek megfelelően alapvetően kétféle módszerről lehet beszélni:
- direkt vagy előrefolyatás: a szerszám és az alakított darab mozgása egyirányú,
- indirekt vagy hátrafolyatás: az alakított darab mozgása a szerszámmal ellentétes.

A két eljárást – amennyiben a darab alakja indokolja – kombinálni is lehet, s ekkor a munkadarab egy része előre-, más része hátrafolyatással alakul. Ilyenkor vegyes vagy kombinált folyatásról beszélünk.

## Melegfolyatás
A melegfolyatást általában direkt eljárás során alkalmazzák, amelynél a szerszám és a darab elmozdulása egyirányú. Jellemző példa rá a robbanómotorok szelepeinek a gyártása. A kiinduló darab lemeztárcsa, amelyet revementesen felhevítve helyeznek a felvevőbe. A lefelé haladó sajtolóbélyeg hatására az anyag kitölti a recipiens üregét, majd egy része a szerszám nyílásán kisajtolódik, ez alkotja a szelep szárát. A szelep fejét a recipiens alakja határozza meg, magasságirányú méretét a sajtó löketének pontos beállításával biztosítják.
A melegfolyatás a süllyesztékes kovácsolás üregtöltésének részfolyamata is lehet, amikor a mélyebb üregrészek kitöltése folyatás jellegű alakváltozással megy végbe. Az üregtöltés jellege az alakítás (szerszám) sebességétől is függ: kis sebességnél először az alsó üregrészek töltődnek, nagy sebesség esetén viszont a nyomóerővel ellentétes irányú anyagáramlás jön létre, a felső üregrészek töltődnek először, ezt a jelenséget fröccsenésnek nevezik.

## Hidegfolyatás
A hidegfolyatás jellemző termékei a fémhüvelyek és fémtubusok, anyaguk általában ón, ólom, cink, alumínium, acél stb. A gyártott termék legkisebb falvastagsága akár néhány tized milliméter is lehet. A szerszámokat úgy alakítják ki, hogy elősegítsék az alakított anyag áramlását, amivel a súrlódást és az alakító erőt is csökkentik. Ennek érdekében a szerszámok alakító felületeit fényesítik, és kenőanyagot is alkalmaznak. A jelentős mértékű alakváltozás következtében az anyag és a szerszám felmelegszik (180–200 °C), de a vékony falú darab gyorsan lehűl, és könnyen rázsugorodhat a bélyegre, ezért a kész darab gyors lehúzásáról gondoskodni kell. Egy szerszám átlagos élettartama 50 000–200 000 darab körül van. A hidegen folyatott termék felületi minősége igen jó, további felületmegmunkálásra többnyire nincs szükség.